# Nemertopsella marri
Nemertopsella marri är en djurart som tillhör fylumet slemmaskar, och som beskrevs av Wheeler 1940. Nemertopsella marri ingår i släktet Nemertopsella och familjen Emplectonematidae. Inga underarter finns listade i Catalogue of Life.